# Placówka Straży Granicznej I linii „Jelonki”
Placówka Straży Granicznej I linii „Jelonki” – jednostka organizacyjna Straży Granicznej pełniąca służbę ochronną na granicy polsko-niemieckiej w okresie międzywojennym.

## Geneza
Na wniosek Ministerstwa Skarbu, uchwałą z 10 marca 1920 roku, powołano do życia Straż Celną. Od połowy 1921 roku jednostki Straży Celnej rozpoczęły przejmowanie odcinków granicy od pododdziałów Batalionów Celnych. W 1921 roku w Praszce stacjonował sztab 4 kompanii 4 batalionu celnego. 4 kompania celna jedną ze swoich placówek wystawiła w Jelonkach. Proces tworzenia Straży Celnej trwał do końca 1922 roku. Placówka Straży Celnej „Jelonki” weszła w podporządkowanie komisariatu Straży Celnej „Jelonki” z Inspektoratu SC „Praszka”.

## Formowanie i zmiany organizacyjne
Rozporządzeniem Prezydenta Rzeczypospolitej Polskiej Ignacego Mościckiego z 22 marca 1928 roku, do ochrony północnej, zachodniej i południowej granicy państwa, a w szczególności do ich ochrony celnej, powoływano z dniem 2 kwietnia 1928 roku Straż Graniczną.
Rozkazem nr 3 z 25 kwietnia 1928 roku w sprawie organizacji Wielkopolskiego Inspektoratu Okręgowego dowódca Straży Granicznej gen. bryg. Stefan Pasławski określił strukturę organizacyjną komisariatu SG „Jaworzno”. Placówka Straży Granicznej I linii „Jelonki” znalazła się w jego strukturze.
Rozkazem nr 11 z 9 stycznia 1930 roku reorganizacji Wielkopolskiego Inspektoratu Okręgowego komendant Straży Granicznej płk Jan Jur-Gorzechowski ustalił nową organizację komisariatu i przeniósł jego siedzibę do Rudnik. Placówka SG I linii „Jelonki” pozostała w jego strukturze.

## Służba graniczna
Placówka „Jelonki” mieściła się w budynku skarbowym (w „kordonce”). Długość ochranianej przez placówkę linii granicznej w 1936 roku wynosiła 4 kilometry i 553 metrów. Rozpoczynała się od kamienia granicznego nr 052, a kończyła na kamieniu granicznym nr 057. Placówka posiadała telefon (nr 10).
Sąsiednie placówki
- placówka Straży Granicznej I linii „Wygiełdów” ⇔ placówka Straży Granicznej I linii „Borek” − 1928[7]
- placówka Straży Granicznej I linii „Prosna” ⇔ placówka Straży Granicznej I linii „Pieńki” − styczeń 1930[8]

## Kierownicy/dowódcy placówki
| stopień    | imię i nazwisko  | okres pełnienia służby | kolejne stanowisko            |
| ---------- | ---------------- | ---------------------- | ----------------------------- |
| przodownik | Stefan Karpiński | 1 X 1928 – 22 VII 1936 | kierownik placówki „Worochta” |